# Малое Банниково
Малое Банниково — деревня в Каргапольском районе Курганской области. Входит в состав Банниковского сельсовета.

## История
До 1917 года в составе Салтосарайской волости Курганского уезда Тобольской губернии. По данным на 1926 год состояла из 60 хозяйств. В административном отношении входила в состав Банниковского сельсовета Чашинского района Курганского округа Уральской области.

## Население
| 1989 | 2002 | 2010 |
| ---- | ---- | ---- |
| 65   | ↘52  | ↘20  |

По данным переписи 1926 года в деревне проживало 248 человек (109 мужчин и 139 женщин), в том числе: русские составляли 100 % населения.